# برايان باس
برايان باس (بالإنجليزية: Brian Bass)‏ هو لاعب كرة قاعدة أمريكي، ولد في 6 يناير 1982 في بينهورست في الولايات المتحدة.

## وصلات خارجية
- برايان باس على موقع دوري كرة القاعدة الرئيسي (الإنجليزية)
- برايان باس على موقع دوري كوريا الجنوبية لكرة القاعدة (الإنجليزية)
- برايان باس على موقعبيزبول رفرنس.كوم (الدوري الرئيسي) (الإنجليزية)
- برايان باس على موقعبيزبول رفرنس.كوم (الدوري الثانوي) (الإنجليزية)
- برايان باس على موقع إي إس بي إن.كوم (أم.أل.بي) (الإنجليزية)
- برايان باس على موقع مشجعي الرسوم البيانية (الإنجليزية)